# 比格姆 (加利福尼亞州)
比格姆（英語：Beegum）是位於美國加利福尼亞州沙斯塔縣的一個非建制地區。該地的面積和人口皆未知。

## 地理
比格姆的座標為40°20′42″N 122°51′29″W / 40.34500°N 122.85806°W，而該地的平均海拔高度為397米（即1302英尺）。